# شارون غانز
شارون غانز (بالإنجليزية: Sharon Gans)‏ هي ممثلة أمريكية، ولدت في 29 يوليو 1932 في نيويورك في الولايات المتحدة.

## وصلات خارجية
- شارون غانز على موقع IMDb (الإنجليزية)
- شارون غانز على موقع قاعدة بيانات الفيلم (الإنجليزية)